# Brandon Thomas Llamas
Brandon Thomas Llamas, noto semplicemente come Brandon (Santanyí, 4 febbraio 1995), è un calciatore spagnolo, attaccante dell'Apollōn Limassol.

## Caratteristiche tecniche
È un centravanti.

## Carriera
Cresciuto nelle giovanili del Maiorca, ha esordito il 15 dicembre 2012 in un match perso 1-0 contro l'Athletic Bilbao.
Nel 2017 si è trasferito al Rennes.

## Statistiche

### Presenze e reti nei club
Statistiche aggiornate al 6 agosto 2025.
| Stagione              | Squadra               | Campionato            | Campionato | Campionato | Coppe nazionali | Coppe nazionali | Coppe nazionali | Coppe continentali | Coppe continentali | Coppe continentali | Altre coppe | Altre coppe | Altre coppe | Totale | Totale |
| Stagione              | Squadra               | Comp                  | Pres       | Reti       | Comp            | Pres            | Reti            | Comp               | Pres               | Reti               | Comp        | Pres        | Reti        | Pres   | Reti   |
| --------------------- | --------------------- | --------------------- | ---------- | ---------- | --------------- | --------------- | --------------- | ------------------ | ------------------ | ------------------ | ----------- | ----------- | ----------- | ------ | ------ |
| 2012-2013             | Maiorca               | PD                    | 1          | 0          | CR              | 2               | 1               | -                  | -                  | -                  | -           | -           | -           | 3      | 1      |
| 2013-2014             | Maiorca               | SD                    | 2          | 0          | CR              | 0               | 0               | -                  | -                  | -                  | -           | -           | -           | 2      | 0      |
| 2014-2015             | Maiorca               | SD                    | 3          | 1          | CR              | 0               | 0               | -                  | -                  | -                  | -           | -           | -           | 3      | 1      |
| 2015-2016             | Maiorca               | SD                    | 29         | 6          | CR              | 0               | 0               | -                  | -                  | -                  | -           | -           | -           | 29     | 6      |
| 2016-2017             | Maiorca               | SD                    | 39         | 12         | CR              | 2               | 1               | -                  | -                  | -                  | -           | -           | -           | 41     | 13     |
| Totale Maiorca        | Totale Maiorca        | Totale Maiorca        | 74         | 19         |                 | 4               | 2               |                    | -                  | -                  |             | -           | -           | 78     | 21     |
| 2017-2018             | Rennes                | L1                    | 11         | 1          | CF+CdL          | 0+1             | 0               | -                  | -                  | -                  | -           | -           | -           | 12     | 1      |
| 2018-2019             | Osasuna               | SD                    | 36         | 5          | CR              | 0               | 0               | -                  | -                  | -                  | -           | -           | -           | 36     | 5      |
| 2019-gen. 2020        | Osasuna               | PD                    | 8          | 0          | CR              | 1               | 1               | -                  | -                  | -                  | -           | -           | -           | 9      | 1      |
| gen.-giu. 2020        | Girona                | SD                    | 9          | 2          | CR              | 1               | 0               | -                  | -                  | -                  | -           | -           | -           | 10     | 2      |
| 2020-gen. 2021        | Osasuna               | PD                    | 0          | 0          | CR              | 2               | 0               | -                  | -                  | -                  | -           | -           | -           | 2      | 0      |
| Totale Osasuna        | Totale Osasuna        | Totale Osasuna        | 44         | 5          |                 | 3               | 1               |                    | -                  | -                  |             | -           | -           | 47     | 6      |
| gen.-giu. 2021        | Leganés               | SD                    | 5          | 0          | CR              | -               | -               | -                  | -                  | -                  | -           | -           | -           | 5      | 0      |
| 2021-2022             | Malaga                | SD                    | 40         | 9          | CR              | 1               | 0               | -                  | -                  | -                  | -           | -           | -           | 41     | 9      |
| 2022-2023             | PAOK                  | SL                    | 19+10      | 4+3        | CG              | 7               | 5               | UECL               | 1                  | 0                  | -           | -           | -           | 37     | 12     |
| 2023-2024             | PAOK                  | SL                    | 24+9       | 5+2        | CG              | 6               | 1               | UECL               | 6+10               | 2+2                |             | -           | -           | 55     | 12     |
| 2024-2025             | PAOK                  | SL                    | 9+3        | 0          | CG              | 2               | 1               | UCL+UEL            | 4+7                | 0+1                |             | -           | -           | 25     | 2      |
| Totale PAOK Salonicco | Totale PAOK Salonicco | Totale PAOK Salonicco | 74         | 14         |                 | 15              | 7               |                    | 28                 | 5                  |             |             |             | 117    | 26     |
| Totale carriera       | Totale carriera       | Totale carriera       | 257        | 50         |                 | 25              | 10              |                    | 28                 | 5                  |             | -           | -           | 310    | 75     |

## Palmarès

### Club

#### Competizioni nazionali
- Segunda División: 1

Osasuna: 2018-2019
- Campionato greco: 1

PAOK: 2023-2024